# Tometes makue
Tometes makue är en fiskart som beskrevs av Jégu, Santos och Belmont-jégu 2002. Tometes makue ingår i släktet Tometes och familjen Characidae. Inga underarter finns listade i Catalogue of Life.